# Pentadekan
Pentadekan är ett mättat kolväte, en alkan, med 15 kolatomer och summaformeln C15H32. Den kan oxideras monoterminalt till 1-pentadekanol. Det finns 4 347 isomerer av pentadekan med samma summaformel. 
Enligt IUPAC-nomenklatur betecknar pentadekan kolvätet med ogrenad kolkedja, det vill säga 15 kolatomer i rad och är en komponent av flyktiga oljor isolerade från växtarter som Scandix balansae. Det har en roll som en animalisk metabolit, en växtmetabolit och en flyktig oljekomponent. Som naturprodukt finns den även i Xylopia sericea, Chaenomeles speciosa och andra organismer med tillgängliga data.